# Damm (Bergbau)
Als Damm wird im Bergbau ein untertägiges Bauwerk bezeichnet, das dazu dient, einen Teilbereich des Grubengebäudes von den übrigen Grubenbauten zu trennen. Dabei kann die Trennung verschiedene Gründe haben, neben wettertechnischen können auch brandschutztechnische Gründe eine Rolle spielen. Dämme werden auch zum Schutz vor Wassereinbruch oder Explosionen benötigt. Je nach Einbauort werden sie auch als Streckenverschluss oder Schachtverschluss bezeichnet.

## Prinzipieller Aufbau
Ein Damm besteht in der Regel aus zwei Stützwänden und einer dazwischen befindlichen wasserdichten Masse aus Lehm oder anderen Materialien. Die Stützwände bestehen entweder aus gemauerten Formsteinen oder aus einer Holzkonstruktion. Die zwischen den Stützwänden befindliche, aus unterschiedlichen bindenden Materialien bestehende Masse, wird als Dammkern bezeichnet. Es gibt auch Dämme, die nur aus gemauerten Ziegelsteinen mit dazwischen aufgehäuften Bergematerialien bestehen. Aus dem Zweck des Dammes ergeben sich seine Abmessungen, das verwendete Material und die erforderliche Ausrüstung. In den Damm werden je nach Erfordernis Öffnungen, sogenannte Mannlöcher, zur Lüftung oder zur Befahrung eingebaut. Hierfür werden Dammrohre, dies sind stabile Eisenblechrohre mit 700 mm Durchmesser und 2000 mm Länge, verwendet. Die Rohre können bei Bedarf mit verschraubbaren Deckeln verschlossen werden. In die vordere dem Alten Mann abgewandte Stützwand werden mehrere Preßrohre eingebaut, die jeweils mit einem Schieber oder einem Schnellschlussventil versehen werden. Durch diese Preßrohre wird der Dammkern mit flüssigen Dammbaustoffen, zum Beispiel Anhydrit, gefüllt. Eine andere Variante ist es, die Dämme komplett aus Formsteinen zu mauern.
Eine weitere mögliche Konstruktion besteht aus mehreren Lagen armierten Spritzbetons. Diese Bauweise ist insbesondere für Wasser- und Wetterdämme vorteilhaft, da durch den Spritzbeton Profilunregelmäßigkeiten problemlos ausgeglichen werden können und man durch Erhöhung der Lagenzahl jede gewünschte Stärke erzielen kann, um wechselnden Anforderungen gerecht zu werden. Wasserdämme in Spritzbetonbauweise können bis zu zehn Meter stark sein und einem Druck von mehreren 100 m Wassersäule standhalten. Solche speziellen Druckdämme werden mit geomechanischen Sensoren überwacht (Monitoring).

## Arten
Je nach Aufbau und Verwendung unterscheidet der Bergmann folgende Dammarten:
- Branddamm[7]
- Wasserdamm[3]
- Streckenbegleitdamm[1]
- Lettendamm[7]
- Abschlussdamm[2]

Jeder dieser Dämme wird entsprechend seinem Einsatz und seinen Anforderungen erstellt.

## Branddamm

Branddamm im Längs- und Querschnitt

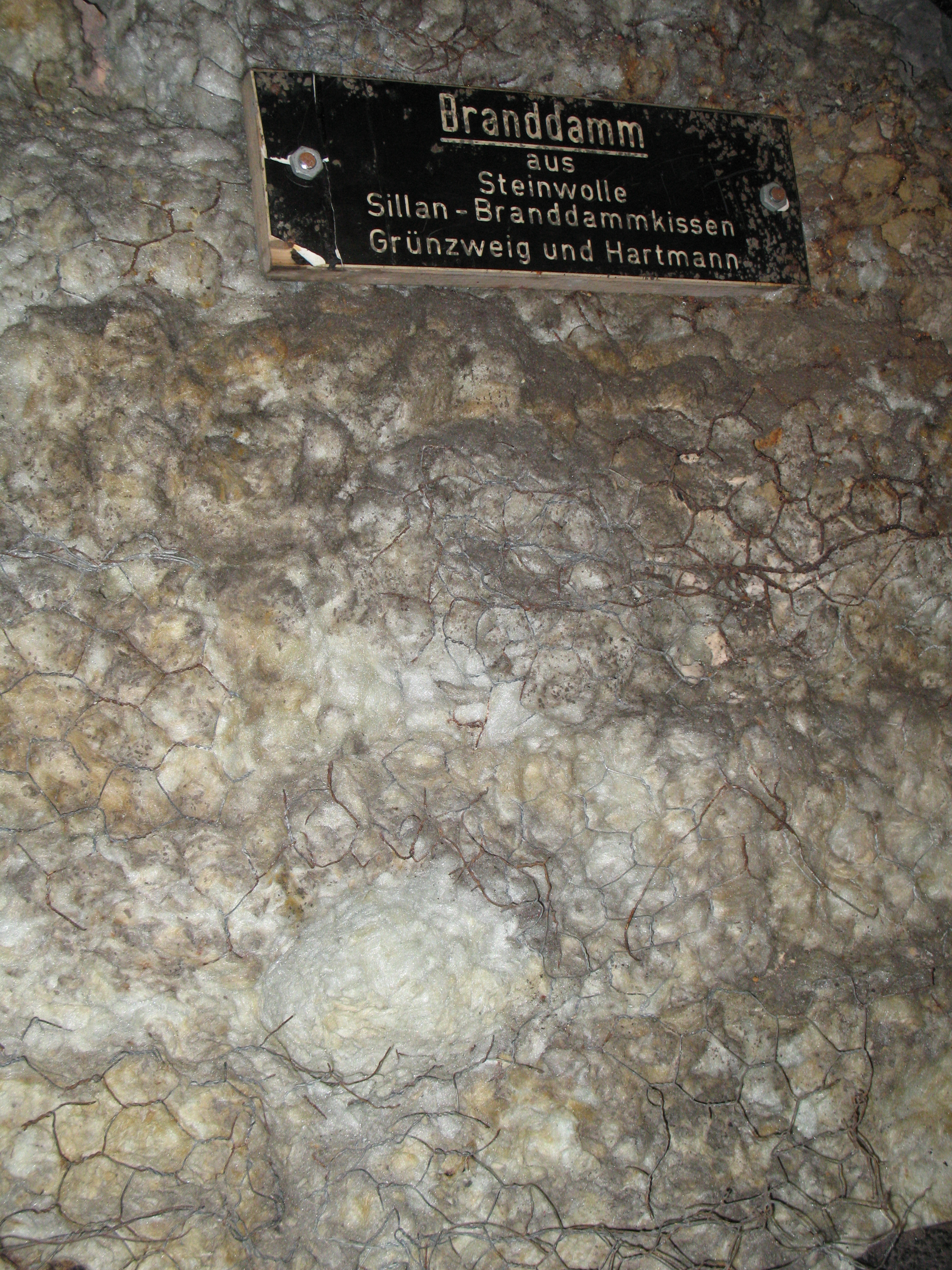
Branddammkissen

Ein Branddamm, auch Feuerdamm genannt, wird bei einem untertägigen Brandherd errichtet, um den Wetterweg vom oder zum Brandherd abzudichten. Dabei unterscheidet der Bergmann drei Arten von Branddämmen:
- Schnelldämme[10]
- Vordämme[2]
- Hauptdämme[1]

Schnelldämme sind Abschlüsse, die so konstruiert sind, dass sie schnell errichtet werden können. Sie dienen zur möglichst weitgehenden Unterbrechung der Wetterführung im Brandfeld. Schnelldämme werden überwiegend aus Branddammkissen errichtet, das sind quaderförmige Ballen aus Steinwolle, welche mit einem Drahtgeflecht umgeben sind. Damit Schnelldämme unverzüglich errichtet werden können, wird das hierfür erforderliche Material untertage so gelagert, dass es im Ernstfall sofort verwendet werden kann.
Vordämme sind deutlich dünner als der eigentliche Hauptdamm. Sie werden erstellt, damit bis zur Fertigstellung des Hauptdammes ein Schutz gegen eventuelle Explosionen besteht. Zusätzlich bewirken sie eine schnelle Unterbrechung der Wetterführung. Sie werden meist aus Steinen gemauert oder aus dünnen Schnellbetonschalen gegossen.
Hauptdämme sind feste Dämme und aufgebaut wie Abschlussdämme. Sie dienen bei einem Brandfeld für den endgültigen Abschluss des Brandfeldes. Zur Brandgasprobennahme werden diese Dämme mit einem Schnüffelrohr ausgestattet, das ist ein mit einem Absperrhahn versehenes Rohr der Größe NW 50, welches zur Entnahme von Wetter- oder Brandgasproben aus dem abgedämmten Grubenbau dient. Zusätzlich werden Hauptdämme mit einem Dammrohr versehen, um eine Befahrung des Grubenfeldes nach Erlöschen des Brandes zu ermöglichen.

## Wasserdamm
Wasserdämme werden errichtet, um das noch benutzte Grubengebäude vor zufließendem Wasser aus den abgeworfenen Grubenbauen zu schützen. Sie können sowohl in Strecken als auch in Schächten eingebaut werden. Die Zusammensetzung und der Wasserdruck des Grubenwassers müssen bekannt sein, um einen effektiven Wasserdamm zu errichten. Die beiden Parameter sind entscheidend für die Dammbauart und die Zusammensetzung des Dammbaustoffes.

## Streckenbegleitdamm
Streckenbegleitdämme werden zur Sicherung des Streckensaumes in Abbaustrecken im Strebrandbereich eingebaut. Sie verringern in Abbaustrecken die Konvergenzerscheinungen, dadurch ist es möglich, dass Abbaustrecken für eine Doppelnutzung verwendet werden können. Die Dämme werden aus verschiedenen Baustoffen hergestellt und sind je nach Baustoff entweder starr oder begrenzt nachgiebig. Der Dammbaustoff wird zur Erstellung des Streckenbegleitdammes in Bullflexschläuche, das sind spezielle schlauchartige Säcke, gepresst oder hinter spezielle Schalwände gefüllt. Bei fehlerhafter Ausführung von Streckenbegleitdämmen kann es zu schwerwiegenden Unfällen kommen.

## Lettendamm
Ein Lettendamm ist ein Damm der aus Letten hergestellt wird. Solche Dämme werden beim Sinkwerksbau verwendet, um dem großen Druck der Sole zu widerstehen. Sie werden so platziert, dass der aus Letten gefertigte Damm vor der hölzernen Schalung aufgeschichtet wird.

## Abschlussdamm
Mit einem Abschlussdamm soll der abgedämmte Grubenbau zum Beispiel eine Strecke dauerhaft verschlossen werden. Dabei wird der Abschlussdamm so erstellt, dass er den abgedämmten Grubenbau fest und dicht vom übrigen Grubenfeld abtrennt. Dadurch wird ein Zutritt von Gasen oder Grubenwässern in den noch genutzten Teil des Grubengebäudes verhindert. Somit können weder schadstoffhaltige Wetter oder sogar Schlagwetter austreten. Auch verhindert der Abschlussdamm, dass Schleichwetter in den abgedämmten Bereich eindringen, und verhindert so die Entstehung von Selbstentzündungsbränden. Damit ein Abschlussdamm diese Aufgaben auch sicher und dauerhaft bewerkstelligen kann, muss er einen speziellen Aufbau besitzen. Zwischen zwei Stützwänden aus vollfugig gemauerten Steinen, Mörtel-, Beton- oder Holzmauern, besitzt er auch einen Dammkern aus Feststoffen, zum Beispiel Bergen, Mörtel oder Beton. Außerdem wird der Damm nach seiner Errichtung noch mit speziellen abbindenden Stoffen verpresst.

### Kategorien bei Abschlussdämmen
Wettertechnisch lassen sich Abschlussdämme in drei Kategorien einteilen:
- Einziehende Abschlussdämme
- Ausziehende Abschlussdämme
- Abschlussdämme mit wechselndem Druckgefälle

Bei einziehenden Abschlussdämmen wirken sich Druckschwankungen wie Öffnen oder Schließen von Wettertüren nicht auf die Richtung des Druckgefälles im Damm aus. Auch bei Luftdruckschwankungen bleibt die Richtung des Druckgefälles immer in Richtung des abgedämmten Grubenbaues.
Bei ausziehenden Abschlussdämmen ist das Druckgefälle immer in Richtung des offenen Grubengebäudes gerichtet. Daran ändert sich auch bei Luftdruckschwankungen oder beim Öffnen oder Schließen von Wettertüren nichts.
Bei Abschlussdämmen mit wechselndem Druckgefälle ändert sich die Richtung des Druckgefälles im Damm je nach Luftdruck entweder in Richtung des abgedämmten Grubenbaues oder in Richtung des offenen Grubengebäudes.